# Amerika kapitány pajzsa

Amerika kapitány pajzsa.

Amerika kapitány pajzsa egy kitalált tárgy, védekező és támadófegyver a Marvel Comics képregényeiben. Amerika kapitány első megjelenése óta számos eltérő kinézetű pajzsot használt. Az első, háromszögletű pajzs a Captain America Comics első számában, 1941 márciusában tűnt fel először, de már a második számban felcserélődött a ma ismert korong alakú pajzsra.

## Az eredeti pajzs
Amerika kapitány első megjelenésekor egy háromszög alakú pajzsot viselt. A pajzs alakja hasonlított az Egyesült Államok címerén látható pajzsra, de mintázatában jelentősen eltért tőle. A vágott pajzs pajzsfőjén kék alapon három fehér csillag volt látható. A mezőben két kék, négy fehér és két piros függőleges sáv volt. Az MJL Comics reklamációja miatt a képregény második számában a Kapitány már egy korong alakú pajzsot használt. Az MJL úgy vélte, hogy Amerika kapitány pajzsának kinézete túlságosan hasonlít saját szuperhősük, a Pajzs egyenruhájára. Az új, korong alakú pajzson körkörösen kék, fehér és piros sávok váltották egymást, belül pedig kék alapon egy fehér csillag volt látható.

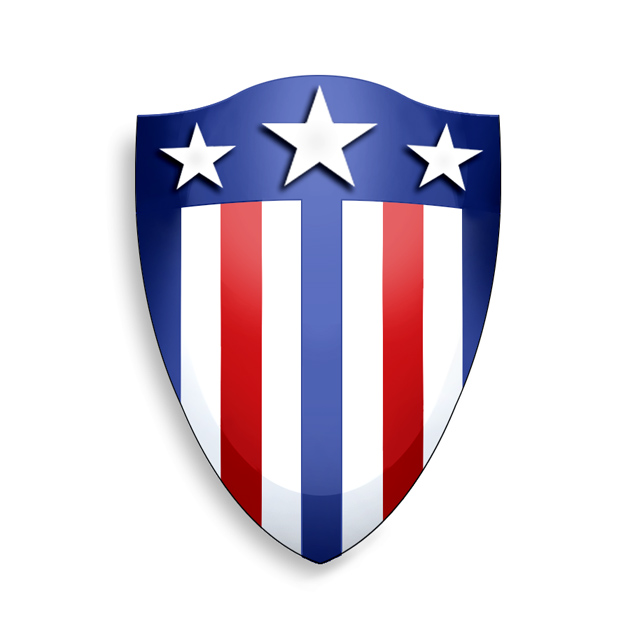
Pajzsa, 1941.

Az első pajzs eredtére és sorsára nem derült fény a Captain America Comics második számából, erre csak egy évtizedekkel később megjelenő retcon történet adta meg a választ. A történetben Amerika kapitány T’Challa apjának T’Chakának, Wakanda királyának ajándékozta a pajzsot annak zálogaként, hogy nem fogja hagyni, hogy a királyság belekeveredjen a második világháborúba. Ez a pajzs jelenleg is Wakandában található, és nemzeti kincsként őrzik.
A második háromszögletű pajzsot Rogers akkor kapta, mikor visszatér az Egyesült Államokba. Ezt a pajzsot egészen addig használta míg Roosevelt elnöktől személyen meg nem kapta korong alakú pajzsát. A háború után a második háromszögletű pajzsot, Rogers más személyes tárgyaival együtt egy raktárban őrizték. Nem sokkal azután, hogy a Bosszú Angyalai 1964-ben rátaláltak az Atlanti-óceán fagyos vizeiben hibernálódott Rogersre, a pajzs is előkerült a raktárból. Később, mikor a Mesterbűnözők ostrom alá vették az Angyalok kúriáját, a pajzsot Mr. Hyde emberfeletti erejével egyszerűen összegyűrte. Ezt a pajzsot a Thunderbolts 105. számában (2006. október) Zémó Báró kiragadta a múltból és visszaadta Amerika kapitánynak. A harmadik háromszögletű pajzsot a Smithsonian Intézetben őrzik. Ezt a pajzsot Rogers akkor használta mikor segített megakadályozni a HYDRA nevű terroristaszervezet támadását az Intézet ellen.
A második háromszögletű pajzs, melyet Zémó visszahozott a múltból, végül a kamasz Elijah Bradleyhez került, aki Hazafi fedőnév alatt az Ifjú Bosszú Angyalainak a vezetője lett.

## A korong alakú pajzs
A korong alakú pajzs először a Captain America Comics második számában, 1941 áprilisában tűnt fel, múltját és eredetét retcon történetek mesélik el. Ezt a pajzsot egy amerikai tudós, dr. Myron MacLain alkotta meg, akit a kormány azzal bízott meg, hogy egy áthatolhatatlan páncélzatot fejlesszen ki a katonaság számára. MacLain a Wakandában talált földönkívüli fémmel a vibrániummal folytatott kísérleteket. Megpróbálta a vibrániumot egy kísérleti acélötvözettel egybeolvasztani. Az acélötvözetben található egyik komponenst először a titán egyik változatának nevezték. Azóta fény derült arra is, hogy a komponens a valódi adamantium egy nem végleges változata, proto-adamantium volt. A kísérlet sikerrel járt, azonban dr. MacLain a hosszú folyamat közben elaludt. Mivel a sikerhez egy ismeretlen katalizátor jelenléte járult hozzá, így MacLain soha többet nem tudta megismételni sikeresen az eljárást. Az így elkészült egyedi pajzsot személyesen Franklin D. Roosevelt adta át Steve Rogersnek.

## A mozifilmben
A 2011-es Amerika Kapitány: Az első bosszúálló című filmben a kísérlet után szuperkatonává vált Rogersre kezdetben csak rendezvényeken, mint a hadsereget és Amerikát népszerűsítő „Amerika kapitány” tartanak igényt, ahol a jól ismert öltözékét és háromszögletű pajzsát a műsor kosztümjeként viseli, később az első akciója után a modernebb ruháját és korongpajzsát a feltaláló Howard Starktól szerzi be. Stark szerint a pajzsot alkotó szupererős fém annyira ritka, hogy az összes a pajzsot teszi ki.

## Amerika kapitány pajzsa és Stephen Colbert
Amerika kapitány legendás korong alakú vibránium pajzsáról két „eredeti” másolat készült, melyek első tulajdonosa a sorozat egyik írója, Mark Gruenwald volt. Gruenwald halála után az egyik pajzs a Marvel egyik munkatársának, Tom Brevoortnak az irodájába került. A másik pajzs, melyet Brevoort nyilatkozata szerint az „elátkozott pajzsnak” is neveztek, azóta eltűnt. Az elátkozott pajzs arról kapta becenevét, hogy akinek Gruenwald halála után a birtokába jutott, nem sokkal később kirúgták a Marveltől.
Miután a Captain America 2007-ben megjelent 25. számában Steve Rogers elhunyt, a Marvel honlapján megjelent egy hír, miszerint a legendás pajzsnak nyoma veszett, és hogy a Marvel egyik kitalált kémelhárító szervezete, a S.H.I.E.L.D. nagy erőkkel nyomoz a tettes után. A cikkben a feltételezett elkövetőről még egy rajz is megjelent, amelyen egy szemüveges férfi volt látható. Rogers eltűnt pajzsa nem sokkal később Stephen Colbert, amerikai komikus The Colbert Report című műsorában tűnt fel. Colbert, aki maga is képregényrajongó, felolvasott egy levelet, melyben Joe Quesada, a Marvel akkori főszerkesztője tolmácsolta neki Steve Rogers végakaratát, mely szerint Colbert örökölje a pajzsot. A pajzs, melyet Colbert valóban meg is kapott, az volt, amelyik korábban Brevoort irodáját díszítette. Quesada egy interjúban úgy nyilatkozott, hogy Brevoort aznap nem is volt az irodájában, amikor elvitték onnan a pajzsot, és mikor visszajött, igencsak ingerült volt emiatt.